# Nagroda Andre Norton
Andre Norton Award for Young Adult Science Fiction and Fantasy (pol. Nagroda im. Andre Norton za twórczość dla młodzieży w dziedzinie science fiction i fantasy) – doroczna nagroda literacka, przyznawana przez Science Fiction and Fantasy Writers of America. Jej powstanie ogłoszono 20 stycznia 2005. Została nazwana na cześć pisarki fantastyki – Andre Norton (1912–2005).
Pierwszą Nagrodę Andre Norton (za rok 2006) przyznano podczas ceremonii rozdania nagród Nebula, która odbywała się w dniach 11-13 maja 2007.

## Laureaci
| Rok  | Autor                 | Tytuł |
| ---- | --------------------- | --- |
| 2006 | Holly Black           | Valiant: A Modern Tale of Faerie |
| 2007 | Justine Larbalestier  | Magic or Madness |
| 2008 | J.K. Rowling          | Harry Potter i Insygnia Śmierci (Harry Potter and the Deathly Hallows) |
| 2009 | Ysabeau S. Wilce      | Flora's Dare: How a Girl of Spirit Gambles All to Expand Her Vocabulary, Confront a Bouncing Boy Terror, and Try to Save Califa from a Shaky Doom (Despite Being Confined to Her Room) |
| 2010 | Catherynne M. Valente | The Girl Who Circumnavigated Fairyland in a Ship of Her Own Making |
| 2011 | Terry Pratchett       | W północ się odzieję (I Shall Wear Midnight) |
| 2012 | Delia Sherman         | The Freedom Maze |
| 2013 | E. C. Myers           | Fair Coin |
| 2014 | Nalo Hopkinson        | Sister Mine |
| 2015 | Alaya Dawn Johnson    | Love Is the Drug |
| 2016 | Fran Wilde            | Updraft |
| 2017 | David D. Levine       | Arabella of Mars |
| 2018 | Sam J. Miller         | The Art of Starving |
| 2019 | Tomi Adeyemi          | Children of Blood and Bone |
| 2020 | Fran Wilde            | Riverland |
| 2021 | T. Kingfisher         | A Wizard's Guide to Defensive Baking |
| 2022 | Darcie Little Badger  | A Snake Falls to Earth |
| 2023 | K. Tempest Bradford   | Ruby Finley vs. the Interstellar Invasion |
| 2024 | Moniquill Blackgoose  | To Shape a Dragon’s Breath |
| 2025 | Vanessa Ricci-Thode   | The Young Necromancer’s Guide to Ghosts |